# Área metropolitana de Nueva Orleans
El Área Metropolitana de Nueva Orleans, Gran Nueva Orleans, u Área Estadística Metropolitana de Nueva Orleans–Metairie–Kenner LA MSA según la denominación oficial utilizada por la Oficina del Censo de los Estados Unidos; es un Área Estadística Metropolitana centrada en la ciudad Nueva Orleans, estado de Luisiana, Estados Unidos. 
Cuenta con una población de 1.167.764 habitantes según el censo de 2010.

## Composición

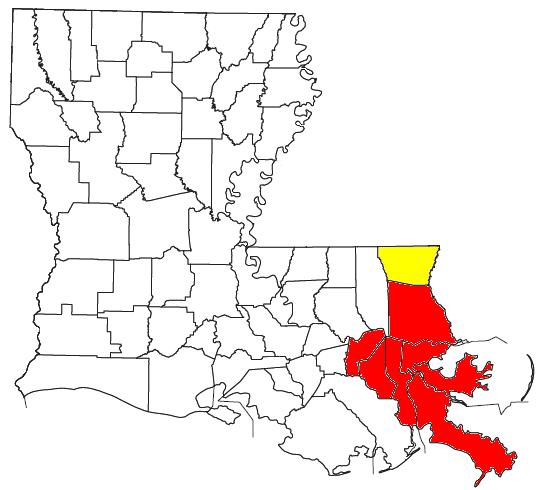
Mapa del estado de Luisiana con el Área Estadística Metropolitana Combinada de Nueva Orleans–Metairie–Bogalusa LA CSA y sus componentes:
Área Estadística Metropolitana de Nueva Orleans–Metairie–Kenner LA MSA
Área Estadística Micropolitana de Bogalusa LA µSA

Las 7 parroquias del área metropolitana y su población según los resultados del censo 2010:
- Jefferson – 432.552 habitantes
- Orleans – 343.829 habitantes
- Plaquemines – 23.042 habitantes
- St. Bernard – 35.897 habitantes
- St. Charles – 52.780 habitantes
- St. John the Baptist – 45.924 habitantes
- St. Tammany – 233.740 habitantes

## Principales ciudades del área metropolitana
La ciudad más poblada es Baton Rouge, seguida por las ciudades de Kenner y Metairie, otras comunidades con más de 10 000 habitantes son Chalmette, Destrehan, Estelle, Gretna, Harvey, Hammond, Jefferson, LaPlace, Luling, Mandeville, Marrero, Meraux, River Ridge, Slidell, Terrytown, Timberlane, Westwego y Woodmere.

## Área Estadística Metropolitana Combinada
El Área Estadística Metropolitana Combinada de Nueva Orleans–Metairie–Bogalusa LA CSA está formada por el área metropolitana de Nueva Orleans junto con el Área Estadística Micropolitana de Bogalusa LA µSA, situada en la Parroquia de Washington – 47.168 habitantes ; totalizando 1.214.932 habitantes en un área de 11.477,6 km².